# Rätla
Rätla is een plaats in de Estlandse gemeente Raasiku, provincie Harjumaa. De plaats heeft de status van dorp (Estisch: küla).

## Bevolking
Het dorp had 38 inwoners op 31 december 2011 en 45 inwoners op 31 december 2021.